# Paepalanthus bromelioides
Paepalanthus bromelioides Silveira, 1908 è una pianta appartenente alla famiglia Eriocaulaceae, endemica del Brasile.

## Descrizione
Condivide con le bromeliacee Brocchinia reducta e Catopsis berteroniana alcune caratteristiche carnivore, come la presenza di urne al cui interno è presente dell'acqua (fitotelmi), le foglie che riflettono i raggi UV e la presenza una sostanza cerosa e liscia sulla loro superficie.
Non essendo in grado di produrre enzimi digestivi, non è considerata una pianta carnivora in senso stretto, ma una protocarnivora.

## Distribuzione e habitat
L'areale della specie è ristretto allo stato brasiliano del Minas Gerais.
Il suo habitat è la  savana del cerrado.